# John Patrick Foley
John Patrick Foley (ur. 11 listopada 1935 w Darby w Pensylwanii, zm. 11 grudnia 2011 w Filadelfii) – amerykański duchowny rzymskokatolicki, przewodniczący Papieskiej Rady ds. Środków Społecznego Przekazu w latach 1984–2007, wielki mistrz Zakonu Rycerskiego Grobu Bożego w Jerozolimie w latach 2007–2011, kardynał.

## Życiorys
W St. Joseph’s University w Filadelfii uzyskał bakalaureat z historii w 1957, a w St. Charles Borromeo Seminary w Overbrook (Filadelfia) dyplom z filozofii w 1958. Po otrzymaniu święceń kapłańskich 19 maja 1962 z rąk arcybiskupa Johna J. Krola w katedrze Świętych Piotra i Pawła w Filadelfii, został wikarym w kościele Najświętszego Serca w Manoa, Havertown. W 1963 został redaktorem filadelfijskiego pisma „Catholic Standard and Times”. Wyjechał na studia do Rzymu i nadal pracował dla tej gazety jako korespondent w czasie II soboru watykańskiego. W 1964 uzyskał licencjat z filozofii, a rok później doktorat na Papieskim Uniwersytecie św. Tomasza z Akwinu (Angelicum) w Rzymie, na podstawie pracy naukowej Natural Law, Natural Right and the Warren Court. W 1967 został ponownie redaktorem pisma „Catholic Standard and Times” i jednocześnie wykładowcą filozofii w St. Charles Borromeo Seminary. Współpracował w realizacji programów katolickich w radiu i telewizji. W 1970 został redaktorem naczelnym „Catholic Standard and Times” i pełnił tę funkcję aż do 1984.
5 kwietnia 1984 Jan Paweł II mianował go przewodniczącym Papieskiej Komisji (obecnie Rady) ds. Środków Społecznego Przekazu, podnosząc go do godności arcybiskupa tytularnego Neapolis in Proconsulari. Święcenia biskupie przyjął z rąk kardynała Krola w katedrze w Filadelfii 8 maja 1984. W latach 1984–1989 był przewodniczącym Rady Administracyjnej Watykańskiego Ośrodka Telewizyjnego. Był odpowiedzialny za Filmotekę Watykańską.
27 czerwca 2007 Benedykt XVI mianował go pro-wielkim mistrzem Zakonu Rycerskiego Grobu Bożego w Jerozolimie.
Na konsystorzu, z nominacji Benedykta XVI, 24 listopada 2007 został włączony do grona kardynałów diakonów San Sebastiano al Palatino.
Otrzymał wiele odznaczeń, m.in. kilka doktoratów honoris causa uniwersytetów amerykańskich, a także nagród dziennikarskich.
8 lutego złożył na ręce papieża rezygnację z pełnionego stanowiska. 12 lutego 2011 powrócił jako rezydent do archidiecezji Filadelfii. 29 sierpnia 2011 papież przyjął jego rezygnację. Jego następcą został arcybiskup Edwin O’Brien.